# Јато
Јато означава већу групу птица у лету или групу риба док пливају. За птице или рибе у јату се обично подразумева да су у лету (пливању) поређане једна за другом у специфичном облику погодном за дужи лет (пливање). Овај појам се најчешће користи за птице селице (роде и ласте) када у јату лете из хладнијих предела у топлије или се враћају из топлијих крајева по завршетку зиме. Такође, јато означава и групу појединих сисара; слепих мишева, као и делфина и других водених сисара.

## Јато риба
Рибе се сакупљају у јата првенствено због заштите од грабљивица. Осим што група риба лакше уочи грабљивца од индивидуе, јато збуњује грабљивице тиме што мења облик и величину, скупљајући се и раштркавајући, а код скуша се приликом кретања светлост различито одбија од њихових леђа која су тамнија и стомака сребрнастог сјаја, што изазива треперење и додатно збуњује нападаче. Поред овога, јато може да изведене неочикаване „маневре“, када на пример образује формацију у облику латиничног слова „U“, па рибе пројуре поред самог нападача или га чак приклеште. Понекад се и рибе различитих врста уједињују у јата. Међутим и грабљиве рибе, попут туна, стварају јата јер тако повећавају шансу да нешто улове. Делфини сабијају јата у лоптасте облике, чиме је кретање риба у јату ограничено и тако постају лако доступан плен. Међутим, стварање јата има и своје недостатке; доступне хране је мање, а и лакше се шире заразне болести. Дешава се да се јато окупља само током дана, а у току ноћи се чланови јата разилазе. Јато риба се креће врло усаглашено, чинећи да изгледа као јединствено тело. Чланови јата се не сударају, јер држе увек исто растојање, осматрајући најближег суседа.

## Јато птица
Разлози због којих се птице удружују у јата су лакше налажење хране, заштита од грабљивица, лакша навигација током сеоба и размена важних података. Птице током лета прате правац вође лета, крећући се унапред у смеру кретања најближег суседа. Птице су способне да прате кретање седам својих суседа. Када мењају правац лета, то прво чине птице у спољашњем делу јата и то се преноси ка онима у средини. Било која птица може да промени правац лета. Велике птице које прелећу велика растојања, попут гусака и пеликана, на пример, праве формације у облику латиничног слова V. Такав лет омогућава да свака птица искористи ваздушно струјање које производи птица испред ње и тако уштеди око 70% снаге. Због тога, вођа јата, који нема ту могућност се смењује. Иначе, највећа птица која ствара јато је фламинго. Јато може да достигне и велике висине при лету; јато лабудова је уочено на висини од 8.800 метара. Јато птицама пружа и заштиту од грабљивица. Више јединки чворака ће лакше уочити сокола од једне. При нападу, соко ће морати да води рачуна да не улети у ковитлајуће лато, јер би могао да се повреди. Зато ће покушати да растера гомилу и да покупи ону птицу која заостане. Ковитлајуће облаке стварају и слепи мишеви из истог разлога. Једно од познатијих јата чине милиони јединки на острву Борнео које насељавају Јеленску пећину.